# Terebratula

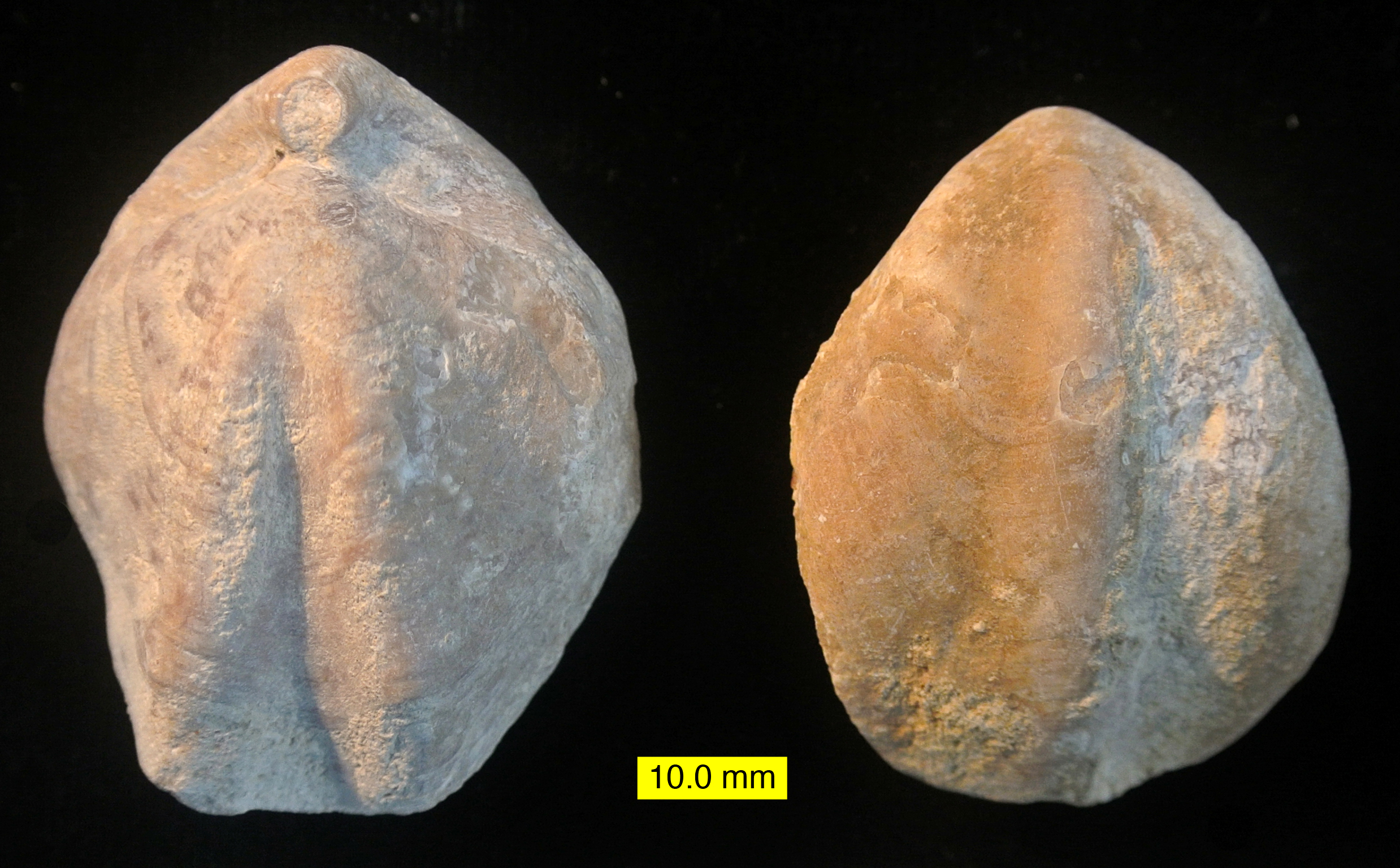
Terebratula maugerii Boni, 1933.

Terebratula é um género de braquiópodes com um registo fóssil que data do Devónico Tardio. Possui uma distribuição cosmopolita.